# Punxsutawney Phil

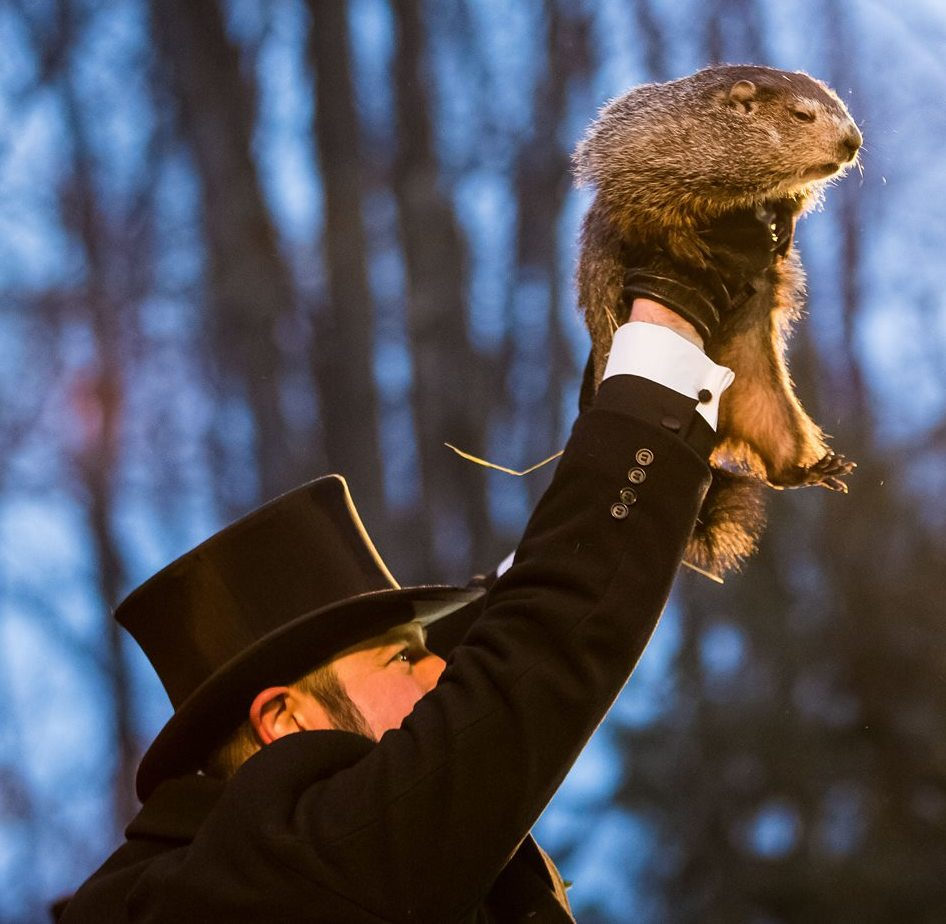
Phil siendo levantado por un miembro del Inner Circle, 2 de febrero de 2018.

Punxsutawney Phil es una marmota en Punxsutawney, Pensilvania (Estados Unidos), que es la figura central en la celebración anual del Día de la Marmota. El 2 de febrero de cada año, Punxsutawney celebra un festival local con música y comida. Durante la ceremonia, la cual empieza bien antes del amanecer, Phil emerge de su casa provisional en Gobbler's Knob, localizado en un área rural aproximadamente 3 km al sureste de ciudad. Según la tradición, si Phil ve su sombra y regresa a su agujero, ha pronosticado seis semanas más de invierno. Si Phil no ve su sombra, ha pronosticado una "primavera temprana". El festival celebrado en Punxsutawney es el más famoso de los muchos festivales del Día de la Marmota que tienen lugar en los Estados Unidos y Canadá. La tradición comenzó en 1887, a pesar de que sus orígenes son anteriores.
El acontecimiento está organizado por el "Inner Circle" ("Círculo interno") – reconocibles por sus sombreros de copa alta y esmoquins –, quienes aparentemente se comunican con Phil para recibir su pronóstico.

## En medios de comunicación y cultura popular
- Phil y la ciudad de Punxsutawney aparecen en la película estadounidense de 1993 Groundhog Day. Aunque la ciudad real donde fue grabada la película fue Woodstock, Illinois.[4]
- En el año 2016 se realizó una adaptación musical de la película en Broadway, donde a Phil se le dio un rol mítico.
- En 1995, Phil voló a Chicago para una aparición como invitado en The Oprah Winfrey Show, el cual se emitió durante el Día de la Marmota.[5]
- Phil aparece en un episodio de 2002 de la serie animada Stanley titulado "Buscando la primavera".
- La mascota de la lotería de Pensilvania es una marmota llamada Gus, anunciada en las publicidades como "la segunda marmota canadiense más famosa en Pensilvania", siendo una obvia referencia a Phil.[6]

### Fiabilidad de sus predicciones
El Inner Circle sostiene un índice del 100% de exactitud y un índice de, aproximadamente, el 80% de predicciones grabadas (sosteniendo siempre que la predicción fallida se debe a que la persona a cargo de traducir el mensaje se tiene que haber equivocado en su interpretación). Las estimaciones imparciales colocan la exactitud de la marmota canadiense entre un 35% y 41%.